# Cathédrale Saint-Pierre-et-Saint-Paul de Sheffield
Cette  cathédrale ne doit pas être confondue avec une autre cathédrale de Sheffield.
 D’autres cathédrales portent le nom de cathédrale Saint-Pierre-et-Saint-Paul.
La cathédrale Saint-Pierre-et-Saint-Paul est le siège du diocèse de l'Église d'Angleterre de Sheffield, en Angleterre. À l'origine, elle était une église paroissiale devenue cathédrale lorsque le diocèse a été créé en 1914. 
Elle est un des cinq bâtiments classés Grade I dans la ville, avec la mairie, Abbeydale Industrial Hamlet, et les églises des paroisses d'Ecclesfield et Bradfield. Elle est située dans le centre-ville sur Church Street.
Dans la cathédrale, se trouve la chapelle de Shrewsbury, la nécropole des comtes de Shrewsbury.

## Source
- (en) Cet article est partiellement ou en totalité issu de l’article de Wikipédia en anglais intitulé « Sheffield Cathedral » (voir la liste des auteurs).